# Mathieu Debuchy
Mathieu Debuchy, né le 28 juillet 1985 à Fretin en France, est un ancien footballeur international français qui évoluait au poste d'arrière droit.
Milieu défensif de formation, il est lancé en tant qu'ailier droit sous les ordres de Claude Puel, avant de se maintenir au poste d'arrière droit.
Son frère, Grégoire Debuchy, est également footballeur et évolue actuellement à l'Iris Club de Croix en CFA.

## Carrière

### Débuts au LOSC (2003-2013)
Né à Fretin en France, Mathieu Debuchy commence le football dans le club local de l'US Fretin avant de rejoindre le LOSC Lille en 1993, où il fait tout le reste de sa formation. Il signe son premier contrat professionnel avec son club formateur en 2003.
Le 25 mars 2006, dans le cadre de la 32e journée de championnat face à Strasbourg, il se blesse gravement dans un choc avec Abou Mosalem Farag. Les ligaments croisés du genou droit sont touchés et l'opération est nécessaire. Sa convalescence, qui dure plusieurs mois, lui fait manquer l'Euro espoirs 2006. Il retrouve la compétition le 24 octobre 2006 en Coupe de la Ligue face au Stade rennais.
Lors des saisons suivantes, il s'impose comme un joueur régulier dans ses performances malgré de nombreux pépins physiques. Lors de la 25e journée de la saison 2009-2010 face à Rennes, il est encore une fois sévèrement blessé. Héroïque, il retourne sur le terrain et il est même à l'origine du but permettant la victoire. Il ne retrouve les terrains que cinq journées plus tard.

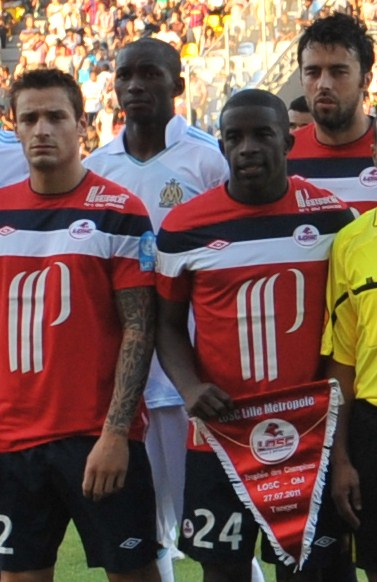
Mathieu Debuchy lors du Trophée des champions 2011 (1er en partant de la gauche).

Debuchy termine bien sa saison, marquant son premier et unique but de la saison lors de la 37e journée face à l'Olympique de Marseille, ce qui permet au LOSC d'espérer le titre de vice-champion de France lors de la dernière journée. Le club échoue cependant aux portes de la seconde place en perdant 2-1 à Lorient et termine alors à la quatrième place, qualificative pour la Ligue Europa.
Mathieu Debuchy, est « un joueur qui met la tête là où d'autres ne mettraient pas le pied » selon son ancien coach Claude Puel.
Titulaire indiscutable dans le couloir droit de son équipe lors de la saison 2010-2011, il est un des grands artisans du doublé coupe-championnat réalisé par le LOSC. Solide défensivement, il peut aussi se montrer décisif sur le front de l'attaque. Lors de cette saison, il délivre trois passes décisives et inscrit deux buts en 35 titularisations.
Fin 2012, il est élu dans l'équipe-type de Ligue 1 par le journal L'Équipe.
Il quitte son club formateur après plus de 300 matchs joués, faisant de lui le troisième joueur le plus capé de l'histoire du club.

### Départ pour l'Angleterre (2013-2018)

#### Newcastle United (2013-2014)

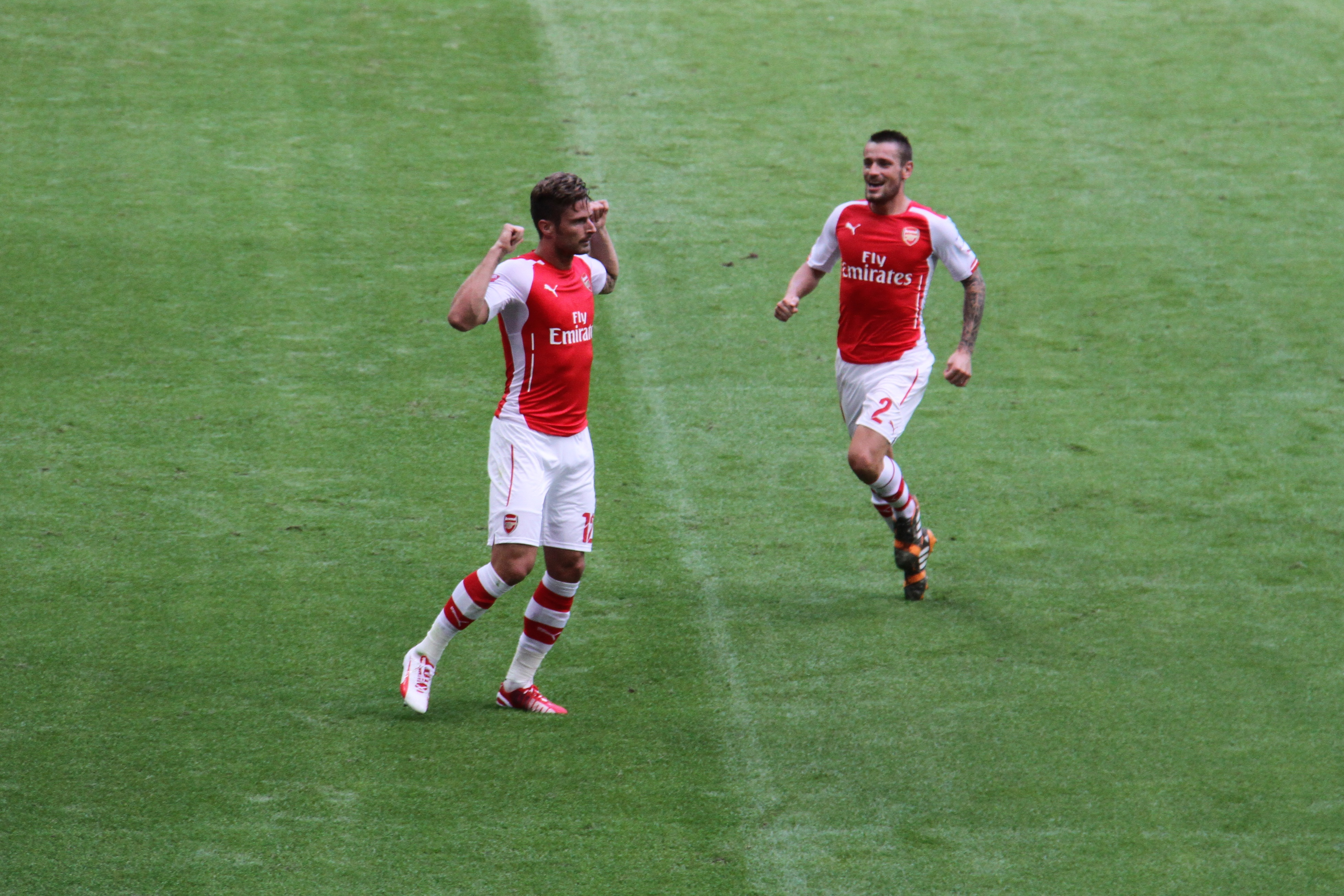
Mathieu Debuchy célébrant un but avec Olivier Giroud face à Manchester City.

Le 4 janvier 2013, Newcastle United et le LOSC confirment le transfert de Debuchy en Angleterre pour 6,5 millions d'euros,. Il rejoint les Magpies avec à la clé un contrat de cinq ans et demi, soit jusqu'en juin 2018, et porte le numéro 26. Il fait sa première apparition sous ses nouvelles couleurs dès le 12 janvier 2013, lors d'une rencontre de championnat face à Norwich City. Il est titularisé et les deux équipes se neutralisent ce jour-là (0-0).

#### Arsenal (2014-2018)
En juillet 2014, il signe au Arsenal FC, Newcastle United reçoit une indemnité de transfert de 10 millions d'euros.
Le 11 janvier 2015, le défenseur est touché à l'épaule droite lors de la rencontre opposant Arsenal FC à Stoke City et se retrouve absent pour trois mois.
La saison suivante, il perd sa place de titulaire au profit du jeune Héctor Bellerín qui s'est imposé au poste d'arrière droit durant sa longue période d'absence pour cause de blessure,. 

#### Prêt aux Girondins de Bordeaux (2016)
Le 1er février 2016, il est prêté jusqu'à la fin de la saison aux Girondins de Bordeaux, alors que Manchester United était sur les rangs pour l'accueillir. Son passage à Bordeaux est perturbé par une blessure à la cuisse droite en février qui le prive de compétition pendant près de deux mois. De retour, il rechute le 11 mai lors d'un match de championnat contre le PSG.

### Retour en France (2018-2023)

#### AS Saint-Étienne (2018-2021)
Libéré de son contrat par Arsenal, il s'engage en faveur de l'AS Saint-Étienne le 31 janvier 2018. Lors de son premier match avec le club du Forez, titularisé à son poste d'arrière-droit, il inscrit son premier but. Les verts s'imposent alors 0 à 2 contre l'Amiens SC. Il obtient dans la foulée, le titre de "Joueur du mois de février" en Ligue 1. Il marque la remontée de l'AS Saint-Étienne au classement passant de la 17e à la 7e place, il est buteur à plusieurs reprises avec le club du Forez. Ses prestations sensationnelles feront de lui une des priorités de l'ASSE lors du mercato d'été 2018 puisqu’il ne s'était engagé qu'une demi-saison dans le club du Forez. Il signe donc un contrat de deux ans plus une année en option selon le nombre de match joué par l'intéressé lors de sa dernière saison. Capitaine lors de la demi-finale de la Coupe de France 2020 face à Rennes (victoire 2-0), il disputera sa deuxième finale de cette compétition. Il hérite également du brassard lors de l’expulsion de Loïc Perrin face au Paris-SG (défaite 1-0) .
Debuchy est nommé capitaine de l'ASSE par Claude Puel au début de la saison 2020-2021.
En fin de contrat au 30 juin 2021, le club annonce que Debuchy ne sera pas prolongé, et quittera donc l'ASSE au terme de la saison.

#### Fin de carrière au Valenciennes FC (2021-2023)
Le 13 août 2021, Debuchy retrouve le Nord en s'engageant deux saisons avec le Valenciennes FC, club évoluant en Ligue 2.
Il joue son premier match pour Valenciennes le 21 août 2021, lors d'une rencontre de championnat face au Rodez AF. Il entre en jeu à la place de Mohamed Kaba lors de cette rencontre perdue par son équipe sur le score de quatre buts à un.
En mai 2023, Mathieu Debuchy annonce qu'il met un terme à sa carrière professionnelle à l'issue de la saison 2022-2023, à l'âge de 37 ans. Il explique également qu'il s'est inscrit pour passer le premier diplôme d'entraîneur.

### Carrière internationale (2011-2015)
Mathieu Debuchy est sélectionné pour la première fois en équipe de France par Laurent Blanc pour le match amical face à la Norvège qui a lieu le 11 août 2010. Lors de ce match, il n'entre pas en jeu et la France perd 2-1 mais les médias affirment que le Lillois a été impressionnant pendant le séjour à Clairefontaine.
Le 2 octobre 2011, il reçoit une nouvelle convocation avec l'équipe de France, pour pallier le forfait sur blessure de Bacary Sagna et en prévision des matchs cruciaux contre l'Albanie et la Bosnie-Herzégovine dans le cadre des éliminatoires de l'Euro 2012. Le 7 octobre, il honore sa première sélection en étant titularisé sur le flanc droit de la défense face à l'Albanie au Stade de France (victoire 3-0).
Le 29 février 2012, Debuchy est titularisé sur le côté droit de la défense lors de la rencontre amicale qui oppose la France à l'Allemagne (victoire 1-2). Grâce à ses deux passes décisives et une prestation remarquée, il est élu homme du match.
Le 27 mai 2012, il marque son premier but en équipe de France lors du match amical face à l'Islande (victoire 3-2). Il inscrit, pour son retour en Bleu, le cinquième but face à l'Australie. 
Il est titulaire lors de la Coupe du monde de football 2014 au Brésil, à part lors du match face à l'Équateur (sans réel enjeu, un match nul suffisant pour se qualifier et terminer premier du groupe), où il laisse sa place à Bacary Sagna.
Prétendant à une place pour l'Euro 2016, sa blessure de mai 2016 se produit à la veille de l'annonce de la liste des joueurs retenus pour la compétition et l'amène à y renoncer.
En 2018, il fait partie des réservistes de l'équipe de France pour la Coupe du monde en Russie.
Le 10 novembre 2018, le joueur annonce qu'il prend sa retraite internationale.

### Reconversion
Après avoir passé ses diplômes d'entraîneur, Mathieu Debuchy revient en juillet 2024 dans le club de ses débuts, le LOSC Lille, afin de devenir entraîneur adjoint de l'équipe réserve du club? dirigée par Stéphane Pichot.

## Statistiques
| Saison                | Club                         | Championnat           | Championnat | Championnat | Championnat | Coupe nationale | Coupe nationale | Coupe nationale | Coupe de la Ligue | Coupe de la Ligue | Coupe de la Ligue | Supercoupe | Supercoupe | Supercoupe | Compétition(s) continentale(s) | Compétition(s) continentale(s) | Compétition(s) continentale(s) | Compétition(s) continentale(s) | Total | Total | Total |
| Saison                | Club                         | Division              | M.          | B.          | P.d.        | M.              | B.              | P.d.            | M.                | B.                | P.d.              | M.         | B.         | P.d.       | Comp.                          | M.                             | B.                             | P.d.                           | M.    | B.    | P.d.  |
| 2003-2004             | Lille OSC                    | Ligue 1               | 5           | 0           | 0           | 1               | 0               | 0               | -                 | -                 | -                 | -          | -          | -          | -                              | -                              | -                              | -                              | 6     | 0     | 0     |
| 2004-2005             | Lille OSC                    | Ligue 1               | 19          | 3           | 0           | 2               | 0               | 0               | 2                 | 0                 | 0                 | -          | -          | -          | CI+C3                          | 4+6                            | 1+0                            | 0+0                            | 33    | 4     | 0     |
| 2005-2006             | Lille OSC                    | Ligue 1               | 27          | 4           | 2           | 2               | 0               | 0               | 1                 | 0                 | 0                 | -          | -          | -          | C1+C3                          | 4+2                            | 0                              | 1                              | 36    | 4     | 3     |
| 2006-2007             | Lille OSC                    | Ligue 1               | 22          | 1           | 1           | 3               | 0               | 0               | 1                 | 0                 | 0                 | -          | -          | -          | C1                             | 5                              | 0                              | 0                              | 31    | 1     | 1     |
| 2007-2008             | Lille OSC                    | Ligue 1               | 16          | 0           | 2           | 1               | 0               | 0               | 1                 | 0                 | 0                 | -          | -          | -          | -                              | -                              | -                              | -                              | 18    | 0     | 2     |
| 2008-2009             | Lille OSC                    | Ligue 1               | 30          | 0           | 0           | 3               | 1               | 0               | 1                 | 0                 | 0                 | -          | -          | -          | -                              | -                              | -                              | -                              | 34    | 1     | 0     |
| 2009-2010             | Lille OSC                    | Ligue 1               | 31          | 1           | 3           | 1               | 0               | 0               | 1                 | 0                 | 0                 | -          | -          | -          | C3                             | 5                              | 0                              | 0                              | 38    | 1     | 3     |
| 2010-2011             | Lille OSC                    | Ligue 1               | 35          | 2           | 3           | 6               | 0               | 0               | 2                 | 0                 | 1                 | -          | -          | -          | C3                             | 6                              | 0                              | 1                              | 49    | 2     | 5     |
| 2011-2012             | Lille OSC                    | Ligue 1               | 32          | 5           | 1           | 3               | 0               | 0               | 1                 | 0                 | 0                 | 1          | 0          | 0          | C1                             | 6                              | 0                              | 0                              | 43    | 5     | 1     |
| 2012-2013             | Lille OSC                    | Ligue 1               | 15          | 0           | 1           | -               | -               | -               | 2                 | 0                 | 0                 | -          | -          | -          | C1                             | 3                              | 0                              | 0                              | 20    | 0     | 1     |
| Sous-total            | Sous-total                   | Sous-total            | 232         | 16          | 13          | 22              | 1               | 0               | 12                | 0                 | 1                 | 1          | 0          | 0          | -                              | 41                             | 1                              | 2                              | 308   | 18    | 16    |
| 2012-2013             | Newcastle United             | Premier League        | 14          | 0           | 0           | -               | -               | -               | -                 | -                 | -                 | -          | -          | -          | -                              | -                              | -                              | -                              | 14    | 0     | 0     |
| 2013-2014             | Newcastle United             | Premier League        | 29          | 1           | 4           | -               | -               | -               | 3                 | 0                 | 0                 | -          | -          | -          | -                              | -                              | -                              | -                              | 32    | 1     | 4     |
| Sous-total            | Sous-total                   | Sous-total            | 43          | 1           | 4           | 0               | 0               | 0               | 3                 | 0                 | 0                 | -          | -          | -          | -                              | -                              | -                              | -                              | 46    | 1     | 4     |
| 2014-2015             | Arsenal FC                   | Premier League        | 10          | 1           | 0           | 1               | 0               | 0               | -                 | -                 | -                 | 1          | 0          | 0          | C1                             | 3                              | 0                              | 0                              | 15    | 1     | 0     |
| 2015-2016             | Arsenal FC                   | Premier League        | 2           | 0           | 0           | -               | -               | -               | 2                 | 0                 | 0                 | -          | -          | -          | C1                             | 3                              | 0                              | 0                              | 7     | 0     | 0     |
| 2016-2017             | Arsenal FC                   | Premier League        | 1           | 0           | 0           | -               | -               | -               | -                 | -                 | -                 | -          | -          | -          | C1                             | -                              | -                              | -                              | 1     | 0     | 0     |
| 2017-2018             | Arsenal FC                   | Premier League        | -           | -           | -           | 1               | 0               | 0               | 2                 | 0                 | 1                 | -          | -          | -          | C3                             | 4                              | 1                              | 0                              | 7     | 1     | 1     |
| Sous-total            | Sous-total                   | Sous-total            | 13          | 1           | 0           | 2               | 0               | 0               | 4                 | 0                 | 1                 | 1          | 0          | 0          | -                              | 10                             | 1                              | 0                              | 30    | 2     | 1     |
| 2015-2016             | Girondins de Bordeaux (prêt) | Ligue 1               | 9           | 0           | 0           | -               | -               | -               | -                 | -                 | -                 | -          | -          | -          | -                              | -                              | -                              | -                              | 9     | 0     | 0     |
| Sous-total            | Sous-total                   | Sous-total            | 9           | 0           | 0           | -               | -               | -               | -                 | -                 | -                 | -          | -          | -          | -                              | -                              | -                              | -                              | 9     | 0     | 0     |
| 2017-2018             | AS Saint-Étienne             | Ligue 1               | 15          | 4           | 0           | -               | -               | -               | -                 | -                 | -                 | -          | -          | -          | -                              | -                              | -                              | -                              | 15    | 4     | 0     |
| 2018-2019             | AS Saint-Étienne             | Ligue 1               | 24          | 4           | 3           | -               | -               | -               | -                 | -                 | -                 | -          | -          | -          | -                              | -                              | -                              | -                              | 24    | 4     | 3     |
| 2019-2020             | AS Saint-Étienne             | Ligue 1               | 21          | 1           | 1           | 6               | 1               | 1               | 1                 | 0                 | 0                 | -          | -          | -          | C3                             | 4                              | 0                              | 1                              | 32    | 2     | 3     |
| 2020-2021             | AS Saint-Étienne             | Ligue 1               | 26          | 2           | 1           | -               | -               | -               | -                 | -                 | -                 | -          | -          | -          | -                              | -                              | -                              | -                              | 26    | 2     | 1     |
| Sous-total            | Sous-total                   | Sous-total            | 86          | 11          | 5           | 6               | 1               | 1               | 1                 | 0                 | 0                 | -          | -          | -          | -                              | 4                              | 0                              | 1                              | 97    | 12    | 7     |
| 2021-2022             | Valenciennes FC              | Ligue 2               | 29          | 0           | 1           | -               | -               | -               | -                 | -                 | -                 | -          | -          | -          | -                              | -                              | -                              | -                              | 29    | 0     | 1     |
| 2022-2023             | Valenciennes FC              | Ligue 2               | 24          | 1           | 0           | 1               | 0               | 0               | -                 | -                 | -                 | -          | -          | -          | -                              | -                              | -                              | -                              | 25    | 1     | 0     |
| Sous-total            | Sous-total                   | Sous-total            | 53          | 1           | 1           | 1               | 0               | 0               | -                 | -                 | -                 | -          | -          | -          | -                              | -                              | -                              | -                              | 54    | 1     | 1     |
| Total sur la carrière | Total sur la carrière        | Total sur la carrière | 436         | 30          | 23          | 31              | 2               | 1               | 20                | 0                 | 2                 | 2          | 0          | 0          | -                              | 55                             | 2                              | 3                              | 544   | 34    | 29    |

### Buts internationaux
| no | Date            | Sélection | Lieu                                    | Adversaire | Évolution du score | Résultat final | Compétition  |
| -- | --------------- | --------- | --------------------------------------- | ---------- | ------------------ | -------------- | ------------ |
| 1  | 27 mai 2012     | 4e        | Stade du Hainaut, Valenciennes (France) | Islande    | 1-2                | 3-2            | Match amical |
| 2  | 11 octobre 2013 | 15e       | Parc des Princes, Paris (France)        | Australie  | 5-0                | 6-0            | Match amical |

## Palmarès

### En club

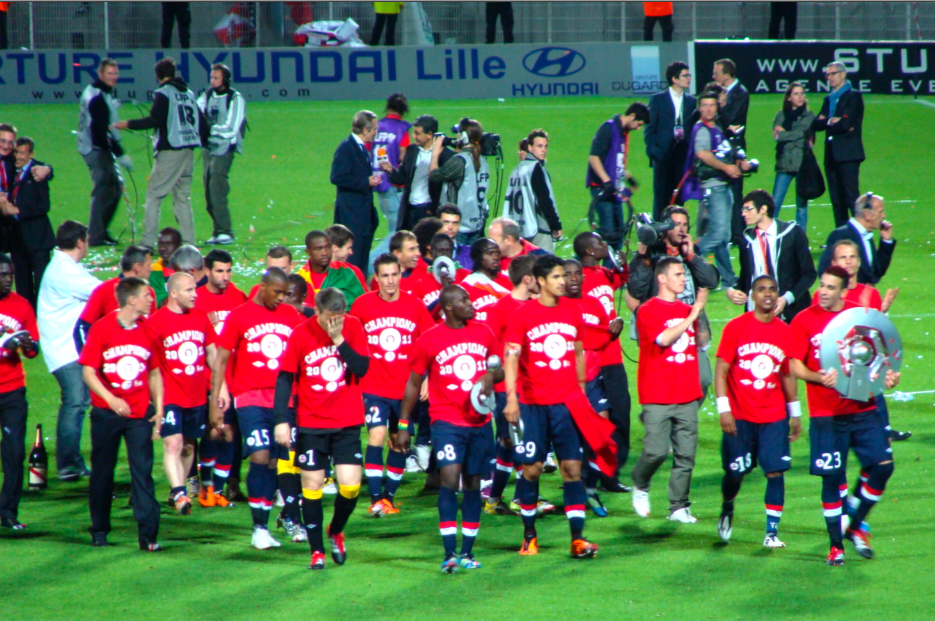
Debuchy (No 2 au centre), est champion de France avec Lille en mai 2011.

Mathieu Debuchy remporte ses premiers titres avec son club formateur du Lille OSC en soulevant dès sa première saison professionnel la Coupe Intertoto en 2004 avant d'être vice-champion de France en 2005. Son plus gros titre arrive quelques années plus tard quand il est sacré champion de France en 2011 et vainqueur de la Coupe de France en la même année mais s'incline lors du Trophée des champions. 
Parti ensuite en Angleterre c'est sous les couleurs de Arsenal qu'il soulève deux nouveaux titres en remportant le Community Shield en 2014  et 2015. Il est également finaliste de la Coupe de France en 2020 avec l'AS Saint-Etienne.

### En sélection
Il remporte le Tournoi de Toulon en 2005 avec les espoirs
| Lille OSC (3) | Arsenal FC (2)                                | AS Saint-Etienne                     | France espoirs (1)                     |
| --- | --------------------------------------------- | ------------------------------------ | -------------------------------------- |
| - Championnat de France - Champion : 2011 - Vice-champion : 2005 - Coupe de France - Vainqueur : 2011 - Coupe Intertoto - Vainqueur : 2004 - Trophée des Champions - Finaliste : 2011 | - Community Shield - Vainqueur : 2014 et 2015 | - Coupe de France - Finaliste : 2020 | - Tournoi de Toulon - Vainqueur : 2005 |

### Distinctions individuelles
- Membre de l'équipe-type de Ligue 1 en 2012
- Élu joueur du mois de Ligue 1 en février 2018

### Vie personnelle
Il est le père de quatre enfants, un garçon prénommé Lukas, né peu après le mariage du footballeur, deux filles, Manon et Lalou, ainsi qu'un petit garçon prénommé Mathi, né le 2 janvier 2016.
Il est également le parrain du fils aîné du joueur de foot Olivier Giroud 
Mathieu Debuchy est par ailleurs ouvertement catholique, n'hésitant pas à en parler dans ses interviews.